# 鶸色
鶸色（ひわいろ）とは、マヒワの体色を模した明るい黄がちの黄緑色のこと。

## 概要
鎌倉時代の武士が礼服に用いた狩衣をまとめた『布衣記』（布衣は狩衣の別名）に、狩衣の色として登場する。
この鶸色のやや緑が強いものを鶸萌黄（ひわもえぎ）といい、江戸時代に刊行された染色指南書の『染物早指南』には「かや　こくにつめて　表裏二へんずつ　あいけし」と、カリヤスを濃く煮詰めた液でやや濃い黄色に染めた上から、うっすらと藍を重ね染めしていたことがうかがわれる。鶸色もほぼ同じ手法で染めたものと思われる。
池谷信三郎の『橋』には女性の羽織、中里介山の『大菩薩峠』には女性の帯の色として登場するが、江戸時代の流行色で鶸色に茶色がかった鶸茶（ひわちゃ）は、『守貞謾稿』には男性向けの色として紹介されている。